# Ormosia laevistyla
Ormosia laevistyla là một loài ruồi trong họ Limoniidae. Chúng phân bố ở miền Cổ bắc.